# TeX Font Metric
Pour les articles homonymes, voir Font.
TeX font metric (TFM) est un format de fonte propre au logiciel de composition de pages TeX. Il a été défini en 1980 par Lyle Ramshaw et est le seul format reconnu par TeX.
Ce format ne définit pas les glyphes mais seulement leurs propriétés métriques (hauteur, largeur, table de crénage, etc.). 
Ce format est un format binaire. Les fichiers au format tfm sont utilisés à la fois par le compilateur TeX et par le logiciel de visualisation de fichiers dvi produits par la compilation.
Ce format est associé à un autre format, le « PL » (Properties List) qui est lui destiné à être lu par un utilisateur. La conversion entre les deux formats se fait grâce aux logiciels tftopl et pltotf.
Le logiciel de composition de fontes Metafont engendre des fichiers au format tfm.

## Logiciels liés

### Utilisation
- TeX, PdfTeX...
- dvips, dvipdfm, dvisvgm et autres convertisseurs de fichiers dvi
- xdvi (en) et autres visualisateurs de fichiers dvi

### Création et manipulation
- Metafont
- tftopl, pltotf
- ttf2tfm